# A Very Special Christmas 5
A Very Special Christmas 5 – piąty z serii albumów zawierających muzykę świąteczną, które zostały wydane, by wesprzeć Olimpiadę Specjalną. Został wydany w październiku 2001 roku przez wytwórnię A&M Records. Pracę nad produkcją płyty nadzorowali Bobby Shriver, Jon Bon Jovi i Joel Gallen.

## Lista utworów
1. "This Christmas (Hang All the Mistletoe)" – Macy Gray
2. "Little Drummer Boy/Hot Hot Hot" – Wyclef Jean
3. "Noel! Noel!" – Eve 6
4. "Blue Christmas" – Jon Bon Jovi
5. "Merry Christmas Baby" – Stevie Wonder & Wyclef Jean
6. "O Come All Ye Faithful" – City High
7. "Christmas Is the Time to Say I Love You" – SR-71
8. "Christmas Day" – Dido
9. "Run Rudolph Run" – Sheryl Crow
10. "Back Door Santa" – B.B. King & John Popper
11. "Little Red Rooster" – Tom Petty & the Heartbreakers
12. "Christmas Don't Be Late (Chipmunk Song)" – Powder
13. "Silent Night" – Stevie Nicks
14. "I Love You More" – Stevie Wonder & Kimberly Brewer
15. "White Christmas" – Darlene Love